# Tesseracme quadrangularis
Tesseracme quadrangularis är en blötdjursart som först beskrevs av Sowerby in Broderip och Sowerby 1832.  Tesseracme quadrangularis ingår i släktet Tesseracme och familjen Dentaliidae. Inga underarter finns listade i Catalogue of Life.